# نارون
بلدية نارون (بالإسبانية: Narón)‏، هي إحدى بلديات مقاطعة لا كرونيا إحدى مقاطعات إسبانيا، و التي تقع في منطقة جليقية شمال غرب إسبانيا.
يبلغ عدد سكانها 29.263 نسمة وفقاً لإحصائية سنة (2002).

## أعلام
- غويلرمو رودريغيز غونزاليس
- دييغو ريفاس ريغو